# Візантійський ангел
«Візантійський ангел» — альманах сучасної літератури, виходив у Києві з 1995 по 1999 рр. (вийшло 4 номери), друкувалися твори українською, російською та білоруською мовами.
Видавцем та головним редактором був Ігор Кручик. Наклад складав 350—500 примірників. Журнал розповсюджувався у Києві, Автономній Республіці Крим, Харкові, Одесі та Рівному. Також виходила поетична бібліотека журналу, що складалася з близько 20 книжок, включаючи переклад поеми Тараса Шевченка «Гайдамаки» на корейську мову.
У журналі вперше була опублікована п'єса «Гамлєт» Леся Подерв'янського (1996), а також низка віршів Віслави Шимборської у перекладах українською мовою Олександра Ірванця, Наталії Сняданко, Станіслава Шевченка та інших. Серед авторів були Наум Коржавін, Борис Штерн, В. Славецький, Світлана Русова, Наталія Бельченко, Олександр Кабанов.
«Візантійський ангел» був одним з перших українських літературних видань, яке з'явилося в Інтернеті (у травні 1999) за участі Ф.Шульги з Німеччини.